# 劉惠 (武安公主)

武安公主（1世紀—128年），东汉第二任皇帝明帝刘庄的女儿，名刘惠。她是刘庄的第八女，永平十七年（74年），汉明帝刘庄册封刘惠为武安公主，嫁给征羌侯来褒（来歙之子）世子黄门侍郎来棱，汉安帝尊为长公主。其子来历。
建光二年（122年），汉安帝商议要废黜太子，来历等人极力反对，但皇帝不听，第二天便废太子为济阴王。各路大臣都渐渐离去后，只有来历一个人还守在朝廷上，几天不肯离去。安帝便罢免了来历兄弟的官职，削减他封国的地租，而且废黜武安长公主不得相见。后来济阴王登基为汉顺帝，拜来历为车骑将军。永建三年，武安长公主去世。来历称病回家，丧满后复出为大鸿胪。